# Live à Paris
Live à Paris — третий концертный альбом канадской певицы Селин Дион, выпущенный 21 октября 1996 года на лейбле Columbia Records. Запись альбома прошла во время концертов певицы в Париже в рамках тура в поддержку альбома D’eux в октябре 1995 года. Большинство песен в альбоме — франкоязычные, в основном из альбома D’eux, с тремя композициями на английском языке: «The Power of Love», «River Deep, Mountain High» и студийной версией песни «To Love You More», включённой в альбом в качестве бонусного трека. Live à Paris возглавил хит-парады Бельгии, Квебека, Швейцарии и Франции, где стал дважды платиновым. Продажи в Европе превысили 2 000 000 копий.
Благодаря этой пластинке Селин Дион одержала победу на премии «Джуно» за самый продаваемый франкоязычный альбом года, а также выиграла две статуэтки «Феликс» за самый продаваемый альбом и лучший поп-рок альбом.

## Реакция критики
Хосе Ф. Промис из AllMusic отметил, что альбом «имеет больше рокового настроя, чем любой другой концертный или студийный альбом Дион» и что «Дион оказывается столь же искусной в исполнении более тяжелого материала, как и в исполнении баллад в стиле adult contemporary». По его словам, «этот отличный концертный альбом одной из крупнейших звёзд нашего времени демонстрирует её не только как исполнительницу баллад, но и как первоклассную рок-звезду».

## Список композиций
| №                   | Название                                          | Автор(ы)                                                    | Длительность |
| ------------------- | ------------------------------------------------- | ----------------------------------------------------------- | ------------ |
| 1.                  | «J’attendais»                                     | Жан-Жак Гольдман                                            | 4:58         |
| 2.                  | «Destin»                                          | Гольдман                                                    | 4:11         |
| 3.                  | «The Power of Love»                               | Гюнтер Менде Кэнди Деруж Дженнифер Раш Мэри Сьюзан Эпплгейт | 4:45         |
| 4.                  | «Regarde-moi»                                     | Гольдман                                                    | 3:49         |
| 5.                  | «River Deep, Mountain High»                       | Элли Гринвич Джефф Барри Фил Спектор                        | 3:29         |
| 6.                  | «Un garçon pas comme les autres (Ziggy)»          | Люк Пламондон Мишель Берже                                  | 4:03         |
| 7.                  | «Les derniers seront les premiers»                | Гольдман                                                    | 3:52         |
| 8.                  | «J’irai où tu iras» (дуэт с Жан-Жаком Гольдманом) | Гольдман                                                    | 3:46         |
| 9.                  | «Je sais pas»                                     | Гольдман Джей Каплер                                        | 4:25         |
| 10.                 | «Le ballet»                                       | Гольдман                                                    | 10:33        |
| 11.                 | «Prière païenne»                                  | Гольдман                                                    | 4:55         |
| 12.                 | «Pour que tu m’aimes encore»                      | Гольдман                                                    | 5:10         |
| 13.                 | «Quand on n’a que l’amour»                        | Жак Брель                                                   | 4:41         |
| 14.                 | «Vole»                                            | Гольдман                                                    | 4:07         |
| 15.                 | «To Love You More» (studio recording)             | Дэвид Фостер Джуниор Майлз                                  | 5:28         |
| Общая длительность: | Общая длительность:                               | Общая длительность:                                         | 73:12        |

## Чарты
| Чарт (1996–97)                     | Пиковая позиция |
| ---------------------------------- | --------------- |
| Австралия (ARIA)                   | 122             |
| Австрия (Ö3 Austria)               | 24              |
| Бельгия/Валлония (Ultratop)        | 1               |
| Бельгия/Фландрия (Ultratop)        | 6               |
| Великобритания (UK Albums Chart)   | 53              |
| Германия (Offizielle Top 100)      | 63              |
| Европа (Music & Media)             | 6               |
| Канада (RPM Top Albums/CDs)        | 8               |
| Канада (Billboard Canadian Albums) | 7               |
| Квебек (ADISQ)                     | 1               |
| Нидерланды (Album Top 100)         | 9               |
| Новая Зеландия (RMNZ)              | 25              |
| Португалия (AFP)                   | 4               |
| Франция (SNEP)                     | 1               |
| Швейцария (Schweizer Hitparade)    | 1               |
| Шотландия (Scottish Albums Chart)  | 81              |

| Чарт (1996)                 | Позиция |
| --------------------------- | ------- |
| Канада (RPM)                | 72      |
| Нидерланды (MegaCharts)     | 95      |
| Франция (SNEP)              | 10      |
| Чарт (1997)                 | Позиция |
| Бельгия/Фландрия (Ultratop) | 75      |
| Бельгия/Валлония (Ultratop) | 25      |
| Канада (RPM Top Albums/CDs) | 72      |
| Нидерланды (MegaCharts)     | 41      |
| Европа (Music & Media)      | 57      |
| Франция (SNEP)              | 31      |

| Чарт                                       | Позиция |
| ------------------------------------------ | ------- |
| Канада (SoundScan Canadian Artists Albums) | 90      |

## Сертификации и продажи
| Регион | Сертификация  | Продажи    |
| --- | ------------- | ---------- |
| Бельгия (BEA) | Платиновый    | 50 000*    |
| Канада (Music Canada) | 2× Платиновый | 280 000    |
| Нидерланды (NVPI) | Золотой       | 50 000^    |
| Польша (ZPAV) | Золотой       | 50 000*    |
| Франция (SNEP) | 2× Платиновый | 686 700    |
| Швейцария (IFPI Switzerland)                                                                                             | Платиновый    | 50 000^    |
| Итого |               |            |
| Европа (IFPI) | 2× Платиновый | 2 000 000* |
| * Данные о продажах приведены только на основе сертификации. ^ Данные о тиражах приведены только на основе сертификации. |               |            |